# La Dirindina
La Dirindina es un intermezzo cómico con libreto del comediógrafo Girolamo Gigli y compuesto para ser interpretado durante el intervalo de la ópera de Domenico Scarlatti Amleto. El intermezzo, que fue retirado tras ser prohibido por la censura del Vaticano poco antes de estrenarse en el carnaval de 1715 en el Teatro Capranica de Roma, consta de ocho recitativos y ocho arias o tríos.

## Historia de la obra
Lo que motivó al normalmente templado Scarlatti a musicar el texto de Gigli puede ser algo desconcertante, pero lo es menos dado que su contribución musical es mínima, como si simplemente estuviera destinado a mantener la acción en marcha. Incluso en las arias, el tejido musical de Scarlatti nunca se aparta de su único y superficial apoyo de la línea vocal.
El satírico dramaturgo toscano Girolamo Gigli fue el libretista de esta obra, cuya impresión fue prohibida por resultar escandalosa para la época. Giovanni Battista Martini halló una copia y contribuyó sustancialmente a la música de la versión interpretada hoy en día. La obra fue redescubierta y editada más recientemente por Francesco Degrada, y una primera grabación fue dirigida por Riccardo Muti en Nápoles en 1968.

## Argumento
La aspirante a cantante de ópera Dirindina está siendo tutelada por el anciano Don Carissimo, quien parece más interesado en los atributos físicos de sus alumnos que en los artísticos. Un joven y amoroso Liscione, de quien Dirindina está enamorada, llega para frustrar los planes de Don Carissimo. El tutor de la joven está molesto por su llegada, pero más aún por el hecho de que trae una invitación para que Dirindina actúe en un teatro de ópera en Milán. Don Carissimo insiste en que su alumna no está preparada; pero Liscione le dice a ella que el éxito no depende sólo de su capacidad de canto, y procede a enseñarle a valerse de sus encantos femeninos para progresar en el negocio de la música. Le da clases en una escena de Dido y Eneas en la primera reprende al segundo por haberla abandonado y por haberle sido infiel. Don Carissimo cree que la escena es real y que Dirindina está a punto de suicidarse. Cuando ve que sólo era una actuación, se siente aliviado hasta el punto de bendecir a los jóvenes amantes, felicitarlos y desearles todo lo mejor para su felicidad.